# Afrephialtes balteatus
Afrephialtes balteatus är en stekelart som först beskrevs av Baltazar 1961.  Afrephialtes balteatus ingår i släktet Afrephialtes och familjen brokparasitsteklar. Inga underarter finns listade i Catalogue of Life.